# 美洲擬庸鰈
美洲擬庸鰈（學名：Hippoglossoides platessoides）是一種比目魚，屬於鰈科。是一种好吃的鱼。美洲擬庸鰈是生活於大西洋的物種。牠們分佈在南拉布拉多至羅德島，棲息深度30-2000米，為溫帶海水魚，棲息在軟底質底層水域，以小魚及無脊椎動物為食。他們會於緬因灣產卵，最高峰的時期介乎每年的4月和5月之間。牠們最長達70厘米。西北大西洋漁業組織（Northwest Atlantic Fisheries Organization）指美洲擬庸鰈正被過度捕撈，並沒有復原的跡象。另一方面，加拿大政府卻相信美洲擬庸鰈數量仍很豐富，並是第二多被捕撈的比目魚，佔加拿大比目魚漁獲的50%。 好吃的鱼